# Голубиная фотосъёмка
Голубиная фотосъёмка — аэрофотосъёмка с использованием почтовых голубей. Изобретена в 1907 году немецким аптекарем Юлиусом Нойброннером, использовавшим голубей для доставки лекарств. На почтового голубя крепилась миниатюрная автоматическая фотокамера, делавшая снимки через определённые интервалы.
Изначально голубиная фотосъёмка для ведения воздушной разведки показалась военным привлекательной. Полевые испытания в боевых условиях в ходе Первой мировой войны дали обнадёживающие результаты, но в связи с быстрым совершенствованием авиации необходимость в голубях исчезла, и Нойброннер отказался от дальнейших экспериментов. Интерес к идее на короткое время вернулся в 1930-х годах. Во время Второй мировой войны голуби использовались, но данных о проведении разведки с их помощью нет. Позже Центральное разведывательное управление США разработало камеру на электрических батарейках, предназначенную для ведения шпионажа с помощью голубей, но сведения об их использовании являются засекреченными.
В настоящее время некоторые учёные и любители также используют небольшие цифровые фото- и видеокамеры, закреплённые на различных диких и домашних животных.

## Предыстория
Первые аэрофотографии были сделаны в 1858 году воздухоплавателем Надаром и в 1860 году Джеймсом Уоллесом Блейком. В связи с дальнейшим развитием фототехники в конце XIX века некоторые исследователи стали размещать фотокамеры в беспилотных летающих аппаратах. В 1880 году Артур Батут проводил эксперименты с размещением фотоаппарата на воздушном змее. Вслед за ним многие стали повторять этот метод съёмки. Уильям Авенир Эдди прославился, сделав таким методом высококачественные фотографии Бостона с высоты птичьего полёта в 1896 году. В 1888 году Амедей Дэнисс решил использовать для аэрофотосъёмки ракету, оборудованную камерой и парашютом. В 1897 году аэрофотосъёмку при помощи ракет делал Альфред Нобель.
Почтовые голуби широко использовались в XIX и начале XX веков, как гражданскими, так и военными организациями. Так, во время франко-прусской войны 1870 года фотограф Рене Дагро организовал с помощью голубиной почты доставку в осаждённый Париж до 50 000 микрофильмов и телеграмм из Тура. Всего же было доставлено около 150 000 частных и государственных телеграмм. В 1889 году Русское техническое общество в Санкт-Петербурге поставило эксперимент, делая фотоснимки с аэростата, после чего экспонированные фотопластинки отправлялись на землю с помощью голубя.

## Юлиус Нойброннер
В 1903 году Юлиус Нойброннер, аптекарь из немецкого города Кронберг вблизи Франкфурта, возобновил практику, которую его отец начал полвека назад. Он получал рецепты и отправлял лекарства весом до 75 грамм голубиной почтой в санаторий, находящийся в расположенном неподалёку Кёнигштайне. Для получения бо́льшей прибыли за счёт быстрой доставки заказов Нойброннер отправил своих голубей оптовику во Франкфурте. Через три года в связи с закрытием санатория голубиное сообщение было прекращено. Однажды, когда один из его голубей потерял ориентацию в тумане и вернулся только через четыре недели и сытый, у Нойброннера появилась мысль оснастить своих голубей автоматическими камерами, чтобы проследить их путь. Эта мысль привела его к объединению двух хобби в новое увлечение, которое соединило в себе голубей и любительскую фотографию (позже Нойброннер узнал, что его голубь был на попечении шеф-повара ресторана в Висбадене).
После успешного тестирования миниатюрной камеры с часовым механизмом в поезде и во время езды на санях Нойброннер начал разрабатывать камеру, которая могла быть установлена на груди голубя. С помощью деревянных моделей камер весом от 30 до 75 грамм отбирались наиболее сильные голуби. Для того, чтобы сделать аэроснимок, Нойброннер отвозил голубей примерно на 100 километров от дома, где они оснащались камерой и отпускались. Птицы, стремясь быстрее освободиться от груза, как правило, летят домой по прямой линии на высоте от 50 до 100 метров. Время задержки до момента снимка контролировалось пневматической системой. Для размещения голубя, нагруженного фотоаппаратом, голубятня делалась просторной, с мягкими насестами и большим окном для залёта птиц.
Всего Нойброннер разработал около десятка различных моделей камер. В 1907 году он подал заявку на патент. Первоначально его изобретение «Способ и средства для фотографирования пейзажей сверху» было отвергнуто немецким патентным ведомством как невозможное, но после доказательств подлинности фотографий патент был выдан в декабре 1908 года. Нойброннером были получены патенты также во Франции, Великобритании и Австрии. Первоначальный отказ был основан на неправильном представлении о способности к переноске грузов домашними голубями. Технология получения фотографий стала широко известна благодаря участию Нойброннера в 1909 году в Международной фотовыставке в Дрездене и Международной авиационной выставке во Франкфурте. В Дрездене посетители выставки могли наблюдать за прибытием голубей с камерами, негативы немедленно проявлялись, и с них печатались открытки, которые можно было приобрести. Фотографии Нойброннера получили призы в Дрездене и на авиационной выставке в Париже в 1910 и 1911 годах.
Фотография дворца «Friedrichshof», принадлежащего королеве Виктории Саксен-Кобург-Готской, стала известной благодаря случайному попаданию в кадр крыльев «фотографа». Этот снимок показывался в немецких кинотеатрах в рамках еженедельной кинохроники 1929 года.
В своей брошюре, опубликованной в 1909 году, Нойброннер описал пять моделей камер:
- «Двойная камера», описанная в патенте, имела два объектива, направленные в разные стороны (вперёд/назад), каждый из которых имеет фокусное расстояние 40 мм. Затвор был расположен в фокальной плоскости. Камера могла сделать одновременно два снимка. Управление осуществлялось пневматической системой задержки.
- Стереоскопическая камера с аналогичными характеристиками, но объективы направлены в одном направлении.
- Модель, оборудованная системой перемотки плёнки. Могла сделать несколько снимков подряд.
- Модель с объективом, установленным на мехах. Сильфон поддерживался ножничным механизмом в раскрытом состоянии до момента съёмки и сразу же складывался. Это позволило делать снимки на фотопластинках размером 6 × 9 см, при фокусном расстоянии 85 мм.
- Панорамная камера делала панорамный снимок на плёнке размером 3 × 8 см. Шторки были заменены объективом, поворачивающимся на 180°. В серийное производство запущена не была[21].

В 1920 году Нойброннер описал последнюю модель весом в 40 грамм, способную сделать до двенадцати кадров.
В 1920 году Нойброннер обнаружил, что десять лет тяжёлой работы и значительных затрат были вознаграждены только упоминанием его имени в энциклопедиях и удовлетворением тем, что вспомогательные технологии, такие как мобильная голубятня, доказали свою эффективность во время войны. Панорамная камера Нойброннера выставлена в Немецком техническом музее в Берлине и Немецком музее в Мюнхене.

## Первая мировая война
Изобретение Нойброннера было, по крайней мере частично, обусловлено перспективой военного применения. В то время получение разведывательных фотографий с воздуха было возможно лишь с помощью громоздких средств, таких как аэростаты, воздушные змеи или ракеты. Изобретение братьев Райт в 1903 году представило новые возможности, и во время Первой мировой войны были разработаны разведывательные самолёты, но фотографии, сделанные голубями с низкой высоты, несмотря на практические трудности, обещали доставить более точные данные.
Прусское военное министерство заинтересовалось новым методом, некоторый первоначальный скептицизм был преодолён после ряда успешных демонстраций. Оказалось, что голуби относительно равнодушны к взрывам, но во время боя голубятню, возможно, придётся передвинуть, и голубям может понадобиться некоторое время, чтобы найти её новое местоположение. Проблема возвращения голубей в перемещаемую голубятню была успешно решена ещё в итальянской армии в 1880 году. Французский капитан артиллерии Рейно решил её, приручив голубей возвращаться в передвижную голубятню. Неизвестно, знал ли Нойброннер о его работах, но он предполагал, что решение есть, так как слышал о странствующих артистах ярмарок, которые имели голубятни в своих фургонах. В течение нескольких месяцев он кропотливо тренировал молодых голубей, чтобы они возвращались в голубятню даже после того, как её перевезли в другое место. В 1909 году на выставках в Дрездене и Франкфурте он представил небольшую повозку, на которой находились фотолаборатория и передвижная голубятня, окрашенная в яркие цвета.
В 1912 году Нойброннер завершил выполнение задания, поставленного в 1909 году, по фотографированию гидротехнических сооружений в Тегеле с использованием только мобильной голубятни. Длительные переговоры завершились в августе 1914 года практической проверкой на манёврах в Страсбурге после приобретения государством изобретения. Нойброннер предоставил военным своих голубей и необходимое оборудование для испытаний, которые были проведены в боевых условиях с удовлетворительными результатами. Но, несмотря на это, данный метод широко не использовался.
Вместо этого, в условиях войны на истощение, голуби использовались в своей традиционной роли для доставки сообщений. Мобильные голубятни Нойброннера применялись в битве при Вердене, где их применение оказалось настолько выгодным, что они были использованы в более крупных масштабах в битве на Сомме. После окончания войны министерство, в ответ на запрос Нойброннера, сообщило ему о том, что использование голубей для аэрофотосъёмки не имеет военного значения, и дальнейшие эксперименты не оправданы.

## Вторая мировая война
Несмотря на позицию военного министерства сразу после Первой мировой войны, в 1932 году стало известно, что в немецкой армии тренировали голубей для фотографирования и что новые немецкие фотоаппараты способны делать до двухсот фотографий за время полёта. В том же году французы утверждали, что ими были разработаны плёночные камеры для голубей и способ выпуска птиц в тылу врага с помощью обученных собак.
Хотя во время Второй мировой войны голуби и мобильные голубятни широко использовались, неизвестно, использовались ли голуби для аэрофотосъёмки. Согласно докладу, в 1942 году Красной армией были обнаружены брошенные немецкие грузовики с голубиными фотокамерами, которые могли делать снимки с пятиминутными интервалами, а также собаки, обученные для переноски голубей в корзинах. Союзники в конце 1943 года сообщали, что американским войскам известно о возможности использования этой техники.
Известно, что во время Второй мировой войны выпускалась игрушка, изображавшая немецкого солдата с голубем, несущим фотоаппарат. Примерно с 1935 года игрушечные фигурки производились под торговой маркой «Elastolin». Фигурка представляет собой солдата в момент выпуска голубя, который несёт малогабаритную камеру. Рядом с ним стоит собака с клеткой для переноски голубей.
Примерно в то же время разработкой голубиной камеры занимался швейцарский часовщик из Шмидрюда Христиан Адриан Мишель (1912—1980). В 1931 году он был назначен в службу голубиной почты швейцарской армии, а в 1933 году начал работать над адаптацией голубиной фотокамеры Нойброннера под 16 мм плёнку, улучшением механизма контроля задержки перед первым снимком и перемоткой плёнки между кадрами. Камера Мишеля, запатентованная в 1937 году в Швейцарии, Германии, Франции, Бельгии и Великобритании, весила всего 70 граммов и, возможно, была первой камерой с таймером, управляемым часовым механизмом.
Планы Мишеля продать свои камеры швейцарской армии не оправдались, поскольку он не смог найти производителя, способного выпускать их в нужном количестве. Всего было собрано только около ста камер. После начала Второй мировой войны Мишель запатентовал упаковку и сбрую для переноски рулонов плёнки голубями.
В швейцарском музее фотографии (фр. «Musée suisse de l'appareil photographique») в городе Веве хранится около 1000 фотографий, сделанных Мишелем во время разработки камеры. Большинство фотографий сделано на 16 мм плёнку с эффективным размером кадра 10 × 34 мм с качеством, достаточным для десятикратного увеличения. В каталоге выставки «Голуби фотографируют?» в 2007 году они классифицированы как тестовые фотографии на земле или из окна, человеком с земли или с высоких мест, с самолётов на основе аэрофотосъёмки, аэрофотосъёмки на относительно большой высоте, которые, вероятно, сняты голубями, выпущенными из самолёта, и есть только небольшое количество типичных фотографий, сделанных голубями. В период между 2002 и 2007 годами три камеры Мишеля были проданы на аукционе Кристис в Лондоне.

## После Второй мировой войны
В Центральном разведывательном управлении США была разработана голубиная камера, работающая на батарейках, которая в настоящее время экспонируется на виртуальном туре музея ЦРУ. По данным сайта, подробная информация об использовании камеры является засекреченной. В новостях сообщалось о том, что камера использовалась в 1970-х годах во время холодной войны.
В 1980 году небольшое количество высококачественных реплик панорамной камеры Нойброннера были сделаны Рольфом Оберлендером. Одна из них была приобретена в 1999 году швейцарским музеем фотографии в Веве.
В настоящее время современные технологии позволяют использовать видеокамеры. В 2004 году на телеканале BBC в передаче «Animal Camera» Стив Леонард представил эффектные фильмы, снятые миниатюрными телекамерами, закреплёнными на орлах, соколах и ястребах. Сигнал с камер по радио передавался на расположенный неподалёку приёмник. Вес камер составлял всего 28 граммов. В 2009 году учёные устанавливали миниатюрные камеры на альбатросов. Камера размером с футляр для губной помады делала фотографии каждые 30 секунд. В настоящее время исследователи и любители животных также устанавливают камеры на домашних животных, таких как кошки и собаки.